# 阳城镇 (平舆县)
阳城镇，是中华人民共和国河南省驻马店市平舆县下辖的一个乡镇级行政单位。

## 行政区划
阳城镇下辖以下地区：
张万寨社区、张老人社区、孙鲍村、寺埠口村、胡岭村、丁营村、张庄村、新集村、刘寨村、马李坡村、西贾村、张营村、岭王村、马刘村、刘吾村、洪山庙村和魏庄村。